# Simple Minds
Simple Minds (с англ. — «Примитивные Умы») — шотландская рок-группа, образованная в Глазго в 1977 году. Они выпустили ряд хитовых синглов, став наиболее известными на международном уровне благодаря песне "Don't You (Forget About Me)" (1985), которая возглавила Billboard Hot 100 в Соединённых Штатах. Другие коммерчески успешные синглы включают "Glittering Prize" (1982), "Somebody Somewhere in Summertime" (1982), "Waterfront" (1983) и "Alive and Kicking" (1985), а также сингл номер один в Великобритании "Belfast Child" (1989). Всего с 1979 года группа продала более 40 миллионов копий своих альбомов.
Simple Minds достигли пяти первых мест в британском чарте альбомов: "Sparkle in the Rain" (1984), "Once Upon a Time" (1985), "Live in the City of Light" (1987), "Street Fighting Years" (1989) и "Glittering Prize 81/92" (1992). Они продали более 60 миллионов альбомов по всему миру. Они были самой коммерчески успешной шотландской группой 1980-х годов. Simple Minds также добились значительного успеха в чартах Соединённых Штатов, Австралии, Германии, Испании, Италии и Новой Зеландии. Несмотря на различные кадровые перестановки, они продолжают записываться и гастролировать.
В 2014 году Simple Minds были удостоены премии Q Inspiration Award за вклад в музыкальную индустрию, а в 2016 году — Премии Айвора Новелло за выдающийся сборник песен от Британской академии авторов песен, композиторов и прозаиков. Другие заметные признания включают номинации как на премию MTV Video Music Award за лучшую режиссуру, так и на премию MTV Video Music Award за лучшую работу художника-постановщика за "Don't You (Forget About Me)" в 1985 году, номинацию на Brit Award for British Group в 1986 году и на American Music Award за любимую поп/рок-группу/дуэт/коллектив в 1987 году. "Belfast Child" была номинирована на премию Brit Awards 1990 в номинации "Песня Года".
Ядро Simple Minds состоит из двух оставшихся первоначальных участников, Джима Керра (вокал) и Чарли Бёрчилла (электрические и акустические гитары, иногда клавишные после 1990 года, саксофон и скрипка). Другими нынешними участниками группы являются Гед Граймс (бас-гитара), Шерисс Осей (ударные), Сара Браун (бэк-вокал), Горди Гауди (дополнительная гитара и клавишные) и Беренис Скотт (клавишные). Среди известных бывших участников — Мик МакНил (клавишные), Дерек Форбс (бас-гитара), Брайан МакГи и Мел Гэйнор (ударные).

## История группы

### Ранние годы

#### 1977: Корни.Панк-рок. Johnny & The Self-Abusers
Корни Simple Minds уходят в недолговечную панк-группу Johnny & The Self-Abusers (с англ. — «Джонни и Само-Насильники»), основанную в южной части Глазго в начале 1977 года Группа была задумана (первоначально как воображаемая группа) будущим сценографом из Глазго Аланом Кейрндаффом, хотя он оставил работу по организации группы своему другу Джону Миларки. По предложению Кейрндаффа Миларки объединился с двумя музыкантами, с которыми он никогда раньше не работал, — начинающим певцом и автором текстов Джимом Керром и гитаристом Чарли Бёрчиллом. Керр и Бёрчилл знали друг друга с восьмилетнего возраста. Присоединившись к Johnny & The Self-Abusers, они пригласили двух своих школьных друзей, Брайана МакГи на барабанах и Тони Дональда на басу (все четверо ранее играли вместе в школьной группе Biba-Rom!).
Когда Миларки утвердился в качестве певца, гитариста и саксофониста, состав пополнил его друг Аллан МакНилл в качестве третьего гитариста. Чтобы расширить инструментальный потенциал группы Керр и Берчилл, соответственно, освоили клавишные и скрипку. Чтобы не отставать от панк-моды некоторые участники Johnny & The Self-Abusers выбрали себе сценические имена: Миларки стал зваться «Джонни Чума» (Johnnie Plague), Керр — «Странный Приптон» (Pripton Weird), МакНилл — «Сид Сифилис» (Sid Syphilis) и Бёрчилл — «Ссорящийся Чарли» (Charlie Argue).
Johnny & The Self-Abusers впервые выступил в 1977 году в понедельник после Пасхи в пабе Dourne Castle в Глазго. Спустя две недели группа выступила в качестве «поддержки» восходящих панк-звезд Generation X в Эдинбурге. Группа продолжила играть летние концерты в Глазго, но вскоре раскололась на две фракции: Миларки и МакНилл с одной стороны и Керр, Дональд, Бёрчилл и МакГи с другой: в то же время композиции Миларки были вытеснены в пользу композиций Керра и Бёрчилла.
В ноябре 1977 года Johnny & The Self-Abusers выпустили свой единственный сингл "Saints and Sinners" c "Dead Vandals" на стороне Б на лейбле Chiswick Records (который был отвергнут как "рядовой" в обзоре Melody Maker). Группа распалась в тот же день, когда был выпущен сингл, а Миларки и Макнил сформировали The Cuban Heels. Отказавшись от сценических псевдонимов и откровенной «панковости», остальные участники продолжили работать вместе как «Simple Minds» (назвав себя в честь текста Дэвида Боуи из его песни "Jean Genie"), дав своё самое первое выступление в городе-спутнике Глазго 17 января 1978 года.

### «Первоначальные» Simple Minds (1978—1981)

#### 1978: Стабилизация состава
В январе 1978 года Simple Minds наняли Дункана Барнуэлла в качестве второго гитариста (допуская дополнительный состав из двух гитар, а также позволяя Бёрчиллу играть на скрипке). Тем временем Керр отказался от клавишных, чтобы полностью сосредоточиться на вокале. В марте 1978 года к Керру, Бёрчиллу, Дональду, Барнуэллу и МакГи присоединился клавишник Мик МакНил, уроженец Барры. Группа получила резиденцию в баре Mars в Глазго и выступала на различных других площадках Шотландии и быстро завоевала репутацию захватывающего живого выступления (обычно выступающего в полном гриме) и заключила контракт с Брюсом Файндлэем, владельцем сети магазинов звукозаписи Bruce Records. Файндлэй также владел Zoom Records (дочерней компанией лейбла Arista Records ). Файндлэй добился для Simple Minds подписания контракта с Arista, использовав своё положение. К 1980 Файндлэй стал менеджером группы.
Состав группы определился только к концу 1978 года. Тони Дональд уволился в апреле 1978 года, ещё до того, как была записана первая демо-запись Simple Minds (позже он стал гитарным техником Бёрчилла). Его заменил друг Дункана Барнуэлла Дерек Форбс (бывший басист The Subs). В ноябре 1978 года Барнуэлла попросили уйти, посчитав вторую гитару излишней, а музыканта не вписывающимся в коллективный имидж группы. Оставшийся квинтет Керра, Бёрчилла, МакНила, Форбса и МакГи — обычно считающийся первым серьёзным составом Simple Minds — начал репетировать набор песен, написанных Керром/Бёрчиллом, которые войдут в их дебютный альбом.

#### 1979: Первоначальные альбомы: "Life in a Day" и "Real to Real Cacophony"
27 марта 1979 года группа впервые появилась на телевидении, исполнив песни "Chelsea Girl" и "Life in a Day" в программе BBC The Old Grey Whistle Test.
Первый альбом Simple Minds, "Life in a Day", был спродюсирован Джоном Леки и выпущен лейблом Zoom Records 20 апреля 1979 года. В этой работе заметно влияние новаторской постпанк-группы Magazine; свои истоки она берёт в панк-буме 70-х. В смысле смешения панка с другими стилями музыки этот альбом перекликается с работой их американских коллег The Cars, также в ней слышны отголоски творчества Дэвида Боуи, групп Genesis и Roxy Music. Заглавный трек альбома "Life in a Day" был выпущен в качестве первого сингла Simple Minds и достиг 62-й строчки в UK Singles Chart, а альбом достиг 30-й строчки в UK Albums Chart. Следующий сингл ("Chelsea Girl") не попал в чарты. Готовя идеи для следующей пластинки, они сыграли в поддержку Magazine, после чего вернулись в студию вместе с Леки для работы над новым материалом.
Второй релиз Simple Minds, "Real to Real Cacophony", стал значительным отходом от поп-мелодий "Life in a Day". Альбом отличался более мрачной и гораздо более экспериментальной атмосферой, свидетельствующей о некоторых экспериментах новой волны, которые стали фирменным звучанием группы на следующих двух альбомах. Большая часть альбома была написана в студии, хотя Simple Minds играли ранние версии нескольких треков во время недавних гастролей.
Инновации, которые группа продемонстрировала в "Real to Real Cacophony", включали минималистские структуры, основанные на ритм-секции Форбса и МакГи, плюс случайное использование непривычных музыкальных размеров. Группа также экспериментировала с элементами даба и включила бессловесный и атмосферный "Veldt", в котором они попытались создать впечатление африканского пейзажа, используя электронное жужжание и дроны, импровизированные партии саксофона Бёрчилла и «песнопения» и выкрики Керра. С альбома также был выпущен сингл "Changeling". Группа гастролировала по Европе и Великобритании в рамках своего "Real to Real Cacophony Tour", а также совершила короткий визит в Нью-Йорк. Их исполнение песен "Premonition", "Factory" и "Changeling" на Hurrah в октябре 1979 года было снято для The Old Grey Whistle Test.
"Real to Real Cacophony" привлёк внимание Питера Гэбриэла, который выбрал Simple Minds в качестве вступительного акта на нескольких концертах своего европейского турне, начавшегося в августе 1980 года.

#### 1980—1981: Прото-евротрансиарт-рок(Empires and Dance,Sons and Fascination,Sister Feelings Call)
Следующим альбомом стал "Empires and Dance", под влиянием таких немецких исполнителей, как Kraftwerk, Neu! и др., выпущенный в сентябре 1980 года. В этот период времени Simple Minds позиционируют себя скорее европейской группой, чем шотландской или британской. Многие песни были минималистичными и отличались значительным использованием секвенирования. Клавишные МакНила и бас-гитара Форбса стали основными мелодическими элементами в звучании группы, а сильно обработанная гитара Бёрчилла стала скорее текстурным элементом. С этим альбомом Керр начал экспериментировать с текстами, не связанными с повествованием, основываясь на наблюдениях, которые он сделал, когда группа путешествовала по Европе в турне. Может быть и не осознанно со стороны музыкантов, но Empires and Dance оказался, по существу, альбомом, записанным в стиле «индастриал», и предвосхитил поп-индастриал-гибрид группы Cabaret Voltaire — The Crackdown, вышедший двумя годами позже. Фирма звукозаписи Arista, однако, выказала мало энтузиазма по поводу такого рода экспериментов, и в 1981 году Simple Minds ушли на Virgin Records. Несмотря на скромный коммерческий успех, "Empires and Dance" получил восторженный отклик в британской музыкальной прессе, а тур в поддержку Питера Гэбриэла дал группе возможность выступать на более крупных площадках.
В 1981 году Simple Minds сменили звукозаписывающий лейбл с Arista на Virgin. В следующем году Arista выпустили сборник "Celebration", в который вошли песни с трёх предыдущих альбомов.
Первым релизом Simple Minds на Virgin стали два альбома: "Sons and Fascination" и "Sister Feelings Call", спродюсированные Стивом Хиллиджем. Последний альбом первоначально был включён в качестве бонус-диска с первыми 10 000 виниловыми копиями "Sons and Fascination", но позже он был переиздан как самостоятельный альбом (для выпуска на CD он был объединён на одном диске с "Sons and Fascination" – сначала с удалением двух треков, но полностью вошла в более поздние выпуски). Музыкальный материал диска "Sons and Fascination" представляет собой усовершенствованную формулу Empires and Dance и продолжает серию наиболее интересных работ в творчестве группы. Ещё больше повысив узнаваемость группы, сингл "Love Song" стал международным хитом (достигнув Топ-20 в Канаде и Австралии), а инструментальная композиция "Theme for Great Cities" оказалась настолько удачной, что её выпустили ещё раз в 1991 году в переработанном виде в качестве би-сайда к синглу "See the Lights". Эта минималистская танцевальная композиция, напоминающая работы Neu! стала характерным образцом музыки транс, ещё до появления этого стиля.
В этот период сформировалась визуальная эстетика группы, вдохновителем которой стала компания графического дизайна Малькольма Гаррета Assorted iMaGes. Дизайн Гарретта для группы, поначалу отличавшийся жёсткой, смелой типографикой и фотоколлажами, позже включил поп-религиозную иконографию в чистый, интегрированный дизайн упаковки, который соответствовал идеализированному образу группы как неоромантических поставщиков европейской гимнической поп-музыки. Барабанщик Брайан МакГи покинул группу по окончании сессий "Sons and Fascination", сославшись на усталость от постоянного гастрольного графика Simple Minds и желание больше времени проводить дома с семьёй. Он также сослался на разочарование из-за того, что его недостаточно уважали в группе. МакГи присоединился к группе Endgames из Глазго, а позже к группе Propaganda

### Путь к славе (1982—1983)

#### 1982:Новая романтика(New Gold Dream (81/82/83/84)). Обновление состава
Первоначальной заменой МакГи на посту барабанщика Simple Minds стал Кенни Хислоп (экс-Skids, Slik, Zones), который присоединился к группе в октябре 1981 года как раз вовремя, чтобы отыграть первый этап тура "Sons and Fascination Tour". Его интерес к нью-йоркской музыке (включая фанк, хип-хоп и танцевальную музыку) оказал непосредственное влияние на музыкальное развитие группы. Он оставался в группе достаточно долго, чтобы сыграть на барабанах на следующем сингле группы, диско-дружественном "Promised You a Miracle" (основанном на фанк-риффе с одной из кассет, которые он играл в гастрольном автобусе группы), который попал в Топ-20 Великобритании и Топ-10 Австралии. Хислоп "не вписался" ни в группу, ни в их менеджмент и был заменён на втором этапе тура "Sons and Fascination Tour" в начале 1982 года.
Затем Хислопа сменил уроженец Килмарнока перкуссионист Майк Оглетри (бывший барабанщик Café Jacques) Оглтри присоединился к Simple Minds для репетиций в большом переоборудованном амбаре в Пертшире, где он написал и сыграл партии ударных для песен, которые должны были войти в альбом "New Gold Dream (81/82/83/84)". Оглетри также выступал с группой по телевидению и на втором этапе тура "Sons and Fascination Tour".
Группа переехала в Townhouse Studios для записи сессий с продюсером Питером Уолшем, который познакомил их с родившимся в Лондоне барабанщиком по имени Мел Гэйнор, 22-летним сессионным музыкантом с большим опытом игры в фанк-группах, таких как Beggar and Co и Light of the World. Тесно сотрудничая с Оглетри, чтобы запечатлеть и поддерживать ритмы с сессий в Пертшире, он играл на барабанах на большей части пластинки (хотя Оглетри играл на барабанах на трёх песнях, и ему приписывают перкуссию на протяжении всего альбома).
"New Gold Dream (81/82/83/84)" был выпущен в сентябре 1982 года, объединив результаты сессий Уолша вместе с "Promised You a Miracle". Более гладкое и проработанное звучание этой записи было достигнуто благодаря усилиям продюсера Питера Уолша. Альбом стал коммерческим прорывом и породил синглы, попавшие в чарты, включая "Glittering Prize" (который попал в Топ-20 Великобритании и Топ-10 Австралии). Simple Minds вскоре после выхода "New Gold Dream (81/82/83/84)" были отнесены критиками к только что появившемуся ответвлению Новой Волны — Новая Романтика, вместе с Duran Duran и т. д. Несмотря на успех альбома, многие поклонники группы стали критиковать Simple Minds за более коммерческую ориентацию: в то время как некоторые песни ("Promised You a Miracle", "Colours Fly and Catherine Wheel") продолжали формулу, отточенную на "Sons and Fascination", другие песни ("Someone Somewhere in Summertime", "Glittering Prize") были чисто попсовыми. Джазовый клавишник Херби Хэнкок исполнил синтезаторное соло на треке "Hunter and the Hunted".
В сентябре 1982 года группа отправилась в свой обширный "New Gold Tour", который включал концерты в Великобритании, Австралии, Новой Зеландии и Канаде. Майк Оглетри играл на первом этапе тура, но покинул группу в ноябре 1982 года, чтобы присоединиться к Fiction Factory. Мел Гэйнор был принят на работу (в качестве полноправного члена группы) на оставшиеся даты. Первый участник Simple Minds, не являющийся шотландцем, Гэйнор впоследствии стал самым давним барабанщиком группы (и участником группы помимо основных участников Бёрчилла и Керра), несмотря на то, что трижды уходил и возвращался в последующие десятилетия. Концерты группы в Великобритании в конце 1982 года включали концерт в City Hall в Ньюкасле, который был записан Virgin и позже включен в dvd 2003 года Seen the Lights. На этих концертах группу поддерживали China Crisis. Второй этап тура начался в марте 1983 года и включал концерты в Европе, США и Канаде. В июле они выступали на таких фестивалях, как Roskilde Festival в Дании и Rock Werchter в Бельгии.

### Стадионный рок: 1984—1988

#### 1984-1985:Sparkle in the RainиDon’t You (Forget About Me)
Следующая пластинка, "Sparkle in the Rain", была спродюсирована Стивом Лиллиуайтом и выпущена в феврале 1984 года. Альбом был более рок-ориентированной работой. Это привело к появлению таких успешных синглов, как "Waterfront" (который достиг №1 в нескольких европейских странах), "Speed Your Love to Me" и "Up on the Catwalk". Публика также оценила новое прямолинейное и честное звучание всего альбома: "Sparkle in the Rain" возглавил чарты Великобритании и попал в Топ-20 в нескольких других странах (включая Канаду, где он достиг 13-го места). В 1984 году Джим Керр женился на Крисси Хайнд из The Pretenders (которая переименовала себя в Кристин Керр). Simple Minds были хедлайнерами североамериканского тура при поддержке China Crisis во время канадского этапа и поддерживали The Pretenders в США, пока Хайнд была беременна дочерью Керра. Брак продлился до 1990 года.
Несмотря на новообретённую популярность группы в Великобритании, Европе, Канаде и Австралии, Simple Minds оставались практически неизвестными в США. Британские релизы группы на Arista не были одобрены Arista USA, у которой было "право первого отказа" в отношении их релизов. Фильм 1985 года "Клуб «Завтрак»" вывел Simple Minds на американский рынок, когда группа достигла своего единственного хита № 1 в американской поп-музыке в апреле 1985 года с вступительным треком фильма "Don’t You (Forget About Me)". Песня была написана Китом Форси и Стивом Шиффом; Форси предложил песню Билли Айдолу и Брайану Ферри, но получил отказ. Затем, Simple Minds согласились её записать. Вскоре песня возглавила чарты во многих других странах по всему миру.
Примерно в этот момент дух товарищества, который подпитывал Simple Minds, начал разрушаться, и в течение следующих десяти лет состав группы претерпевал частые изменения. Джим Керр впоследствии вспоминал: "Мы были измотаны. Мы были лишены чувствительности. Группа начала распадаться. Мы были парнями, которые выросли вместе, нам суждено было расти вместе — политически, духовно и художественно. Но мы начинали уставать друг от друга. В это вкрадывался элемент рутинной работы. Мы плыли по течению, и всё это было непросто".
Первым стал басист Дерек Форбс, который начал ссориться с Керром. Форбс начал не приходить на репетиции и был уволен. Форбс продолжал поддерживать связь с группой (и вскоре воссоединился с другим бывшим коллегой по группе Simple Minds, барабанщиком Брайаном МакГи из Propaganda). Форбса сменил бывший басист Brand X Джон Гиблин (который владел репетиционным помещением группы и был сессионным музыкантом, работавшим с Питером Гэбриэлом и Кейт Буш). Гиблин дебютировал с Simple Minds на Live Aid в Филадельфии, где группа исполнила "Don’t You (Forget About Me)", новый трек под названием "Ghost Dancing" и "Promised You a Miracle". Simple Minds были первой группой, к которой обратились с просьбой сыграть филадельфийский этап Live Aid.

#### 1985—1987: Мировая известность:Once Upon a Time
В 1985 году Simple Minds работали в студии с бывшим продюсером Тома Петти/Стиви Никс Джимми Айовином. В ноябре был выпущен альбом "Once Upon a Time"; бывшая вокалистка Chic Робин Кларк, которая исполняла вокал вместе с Керром на протяжении всего альбома (фактически став второй вокалисткой) и часто появлялась в музыкальных клипах Simple Minds того времени. На этом альбоме стало заметно влияние соул, диско и госпел. Пластинка достигла №1 в Великобритании и №10 в США, несмотря на то, что их прорывной сингл "Don't You (Forget About Me)" не был включён.
"Once Upon a Time" породил четыре всемирно известных сингла: "Alive and Kicking", "Sanctify Yourself", "Ghost Dancing" и "All the Things She Said", на последний из которых было снято музыкальное видео режиссера Збигнева Рыбчиньского, в котором использовались приёмы, разработанные в музыкальных клипах для таких групп, как Pet Shop Boys и Art of Noise. Группа также отправилась в турне, в котором к концертному составу присоединились Робин Кларк и перкуссионистка Сью Хаджопулос.
Из-за мощного присутствия Simple Minds на сцене и телевидени, а также из-за того, что тексты этой группы были насыщены христианским символизмом, некоторые представители музыкальной прессы критиковали группу как уменьшенную и менее значимую версию U2, несмотря на то, что обе группы теперь двигались в разных музыкальных направлениях (Дон Уотсон в своём обозрении в газете «New Musical Express» как-то назвал в шутку Simple Minds «U3»). Две группы были хорошо знакомы друг с другом, и Боно присоединился к Simple Minds на сцене Barrowlands в Глазго в 1985 году для концертной версии "New Gold Dream". Боно также появился на сцене на концерте Simple Minds Croke Park и спел "Sun City" во время попурри "Love Song". Дерек Форбс также появился на сцене на концерте в Croke Park и исполнил несколько песен на бис. Чтобы задокументировать своё мировое турне "Once Upon a Time", Simple Minds выпустили двойной концертный сет "Live in the City of Light" в мае 1987 года, который был записан в основном в течение двух ночей в Париже в августе 1986 года.

#### 1988: Общественная активность группы Simple Minds
К 1988 музыканты Simple Minds закончили постройку собственной студии — the Bonnie Wee Studio — в Шотландии. После длительного периода гастролей в поддержку "Once Upon a Time", Simple Minds приступили к новым сессиям по написанию песен. Первоначально группа начала работу над инструментальным проектом под названием "Aurora Borealis" (с англ. — «Северное Cияние»), материал для которого сочиняли, главным образом, Бёрчилл и МакНил. Однако вскоре эта работа была оставлена из-за все возрастающей общественной активности участников Simple Minds, которая выразилась поначалу в пожертвовании всех доходов от выпущенного сингла «Ghostdancing» в пользу Международной Амнистии и в исполнении кавер-версии песни Литтл Стивена «(Ain’t' Gonna Play) Sun City» во время гастрольного тура.
Simple Minds были первой группой, которая выразила желание участвовать в музыкально-политической акции Mandela Day. Концерт состоялся на стадионе Уэмбли и явился выражением солидарности к находящемуся в то время в заключении Нельсону Манделе. Организаторы обратились ко всем участникам концерта с просьбой написать песню специально для этого события. В результате только Simple Minds выполнили это задание, сочинив композицию «Mandela Day». На концерте группа кроме этой песни также исполнила композиции других авторов: «Sun City» вместе с Литтл-Стивеном и «Biko» вместе с Питером Гэбриелом. «Mandela Day» была выпущена на мини-альбоме Ballad Of The Streets, который занял первое место в чарте синглов в Великобритании (в первый и пока в последний раз). Ещё одной композицией на этом альбоме стала переработка народной кельтской песни под названием «She Moved Through the Fair» (в переработанном виде с новым текстом о происходивших в то время событиях в Северной Ирландии стала называться «Belfast Child»). «Mandela Day» и «Belfast Child» подсказали направление для будущего альбома, который был записан вместо инструментального проекта.
Когда мы впервые услышали концертный альбом, я подумал: "Какая великолепная ночь!" Какая динамика! Но разве это всё для нас — зажигательные припевы и грохот барабанов? Казалось, что здесь нет места утончённости, и мы всегда выглядим лучше всех, когда не пытаемся быть могущественными, но в нас сквозит скрытая сила.

#### 1989:Street Fighting Years
Следующий студийный альбом — Street Fighting Years (Годы уличных столкновений), записанный при участии продюсеров Тревора Хорна и Стивена Липсона был шагом, отдаляющим группу от влияния соул и госпел. Новым увлечением музыкантов стала народная музыка, исполняемая на акустических инструментах, и музыка к кинофильмам, что сказалось на звучании новой работы. Тексты песен стали сильно политизированными, в отличие от предыдущих импрессионистских и духовных тем, характерных для Simple Minds начала 80-х годов. Заглавная песня этого альбома посвящена памяти чилийского певца Виктора Хары. В новых текстах также говорилось о налогах, ситуации в Соуэто, Берлинской стене и ядерных подводных лодках у берегов Шотландии.
Вышедший в 1989 альбом Street Fighting Years поднялся до первого места в чарте Великобритании и получил признание у многих критиков. В статье журнала Q было выставлено пять звездочек из пяти возможных. Тем не менее в номере Rolling Stone группу критиковали за излишнюю политизированность.
Для выпуска синглом в США была выбрана композиция «This Is Your Land», которая был записана при участии Лу Рида, кумира музыкантов Simple Minds. Альбом плохо раскупался  в Соединённых Штатах, возможно из-за смены музыкального стиля и смыслового содержания песен. Гастрольный тур начался в мае 1989, в рамках которого Simple Minds выступили в качестве главной группы на стадионе Уэмбли вместе с такими шотландскими коллективами, как The Silencers, Texas и Gun. В сентябре того же года состоялся концерт в Италии в древнеримском амфитеатре Verona Arena, это событие было снято на видео; фильм был выпущен в продажу фирмой Virgin. Закончив концертную деятельность, музыканты Simple Minds задумали запись нового материала в студии Амстердама. Ещё во время окончания гастролей клавишник Макнил заявил, что у него больше нет желания участвовать в группе и ему нужен отдых. Керр и Берчилл расценили это как предательство. Хотя Макнил не хотел поначалу насовсем уходить из Simple Minds, ухудшение отношений с Керром и Берчиллом привело к тому, что он порвал с группой навсегда. В качестве причины ухода Макнила было выдвинуто ухудшение состояния здоровья музыканта. На самом деле Макнилу претил новый — «люксовый» стиль жизни участников Simple Minds;плотный гастрольный график его также не устраивал..

### Спад популярности: 90-е годы

#### 1990—1995: Дуэт вместо группы (Real Life,Glittering PrizeиGood News from the Next World)
Керр и Берчилл продолжили работать в студии, решив никого не приглашать в группу вместо Макнила, а нанимать сессионного клавишника, где и когда это было необходимо. В 1991 вышел наиболее востребованный на радио политизированный альбом — Real Life. Он добрался до второго места в чарте Великобритании; четыре сингла с этого альбома попали в топ-40. В США композиция «See the Lights» стала последним появлением группы в чарте синглов. После гастрольного тура в поддержку альбома наступил двухгодичный перерыв в работе до выхода следующего диска Glittering Prize(1992).
К 1994 группа Simple Minds официально стала дуэтом, состоящим из Керра и Берчилла. Они пригласили в качестве продюсера Кита Форси, автора песни «Don’t You (Forget About Me)» и приступили к записи нового альбома —Good News from the Next World, который был выпущен в 1995. Он добрался до второго места в британском чарте и был хорошо встречен музыкальными критиками. Два сингла — «She’s a River» and «Hypnotised»
попали в топ-20 Великобритании.

#### 1996—1998: Возвращение к корням (Neapolis, приход бывших участников)
Освободившись от контракта с Virgin Records, музыканты Simple Minds стали подумывать о смене приевшегося слушателям музыкального направления: на этот раз решили сделать полный задний ход и возвратиться к музыкальной атмосфере первых лет существования группы , когда она находилась под сильным влиянием Kraftwerk. В течение долгого периода записи демонстрационной ленты, Керр и Берчилл прибегли к помощи первоначальной ритм-секции Дерека Форбза и Брайана Макги, отсутствовавших 11 и 14 лет соответственно.
После гастрольного тура работа над альбомом была прервана из-за желания Керра и Берчилла провести серию
выступлений в виде дуэта; в сопровождении симфонического оркестра были исполнены «Alive And Kicking», «Belfast Child» and «Don’t You (Forget About Me)».
Альбом Neapolis неважно продвигался в чарте; реакция музыкальных критиков была какой-то неопределённой. Фирма Chrysalis Records отказалась выпускать этот материал в США, приводя в качестве довода отсутствие интереса у американских любителей музыки. Европейский гастрольный тур в марте-июле 1998 прерывался из-за проблем со здоровьем участников группы и финансовых неурядиц, вплоть до замены Simple Minds группой James на Fleadh Festival.

## Состав

### Текущий состав
- Джим Керр — вокал (1977—наши дни)
- Чарли Берчилл — гитара, клавишные (1977—наши дни)
- Гед Граймс — бас-гитара (2010—наши дни)
- Сара Браун — бэк-вокал (с 2017)
- Горди Гауди — клавишные, гитара (с 2017)
- Шерис Осей — ударные инструменты (с 2017)

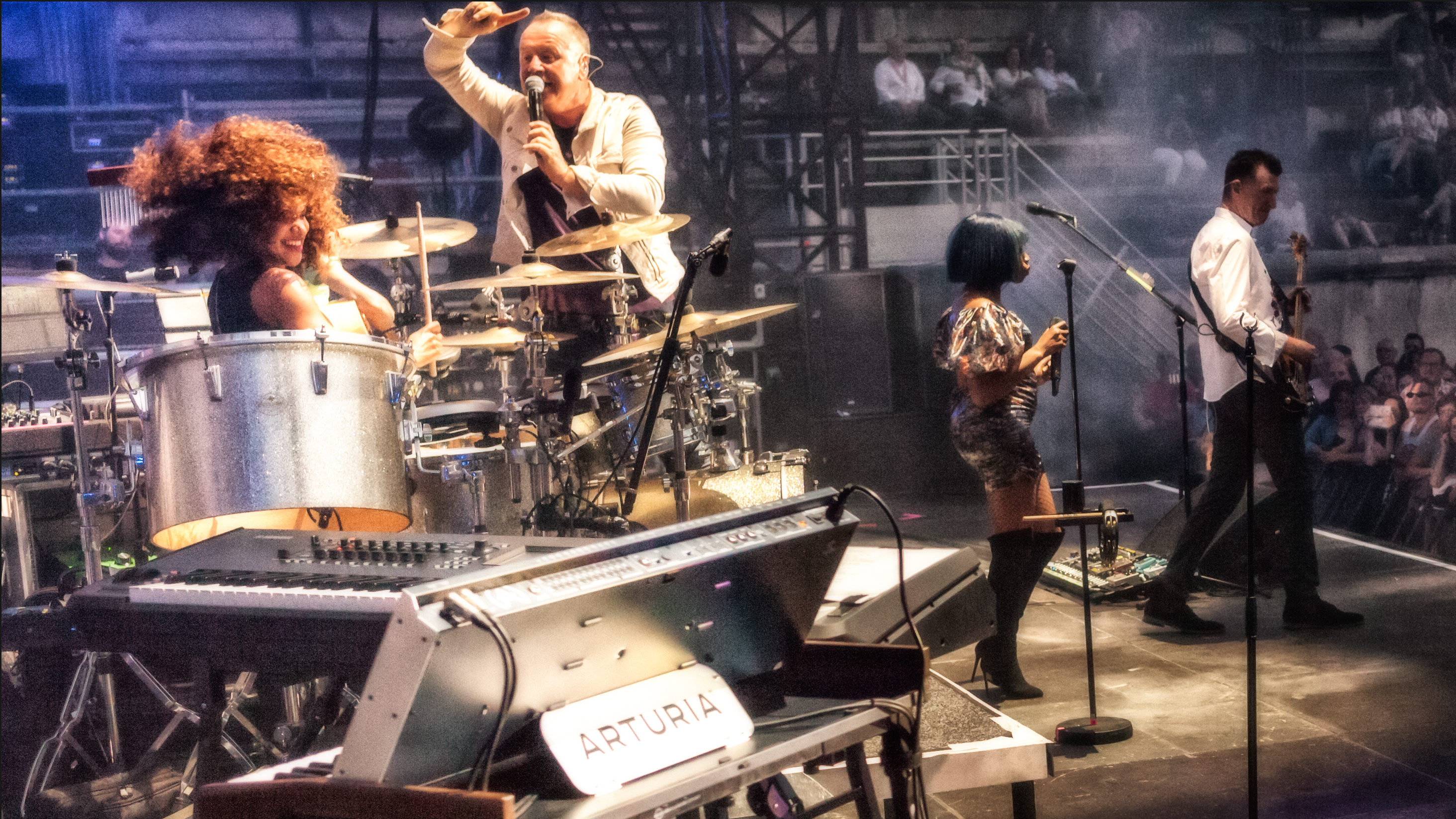
Simple Minds, 2018

- Беренис Скотт (с 2020)

### Бывшие участники
- Брайан Макги — ударные (1977—1981)
- Тони Дональд — бас-гитара (1977—1978)
- Дункан Барнуэлл — гитара (1978)
- Мик Макнил — клавишные (1978—1990)
- Дерек Форбс — бас-гитара (1978—1985, 1997—1998)
- Кенни Хислоп — ударные (1981—1982)
- Майк Оглетри — ударные (1982)
- Джон Гиблин — бас-гитара (1985—1989)
- Эдди Даффи — бас-гитара (1999—2010)
- Энди Гиллеспи — клавишные (2002—2005, 2007—наши дни)
- Мэл Гейнор — ударные (1982—1989, 1991, 1997—1998, 2002—2016)

## Дискография

### Студийные альбомы
- 1979 — Life in a Day
- 1979 — Real to Real Cacophony
- 1980 — Empires and Dance
- 1981 — Sons and Fascination/Sister Feelings Call
- 1982 — New Gold Dream (81/82/83/84)
- 1984 — Sparkle in the Rain
- 1985 — Once Upon a Time
- 1989 — Street Fighting Years
- 1991 — Real Life
- 1995 — Good News from the Next World
- 1998 — Néapolis
- 2000 — Our Secrets are the Same
- 2002 — Cry
- 2005 — Black & White 050505
- 2009 — Graffiti Soul
- 2014 — Big Music
- 2018 — Walk Between Words

### Концертные альбомы
- 1987 — Live in the City of Light

### Сборники
- 1985 — The Breakfast Club (Музыка из фильма. Песня: Don’t You (Forget About Me))

### Синглы
| Год                                                    | Название                                                                          | Место в чарте  | Место в чарте | Место в чарте | Место в чарте | Место в чарте | Место в чарте | Место в чарте | Место в чарте | Место в чарте | Место в чарте | Альбом                          |
| Год                                                    | Название                                                                          | Великобритания | Австралия     | Канада        | ФРГ           | Ирл.          | Ита.          | Нидерл.       | Нов. Зел.     | Швец.         | США           | Альбом                          |
| ------------------------------------------------------ | --------------------------------------------------------------------------------- | -------------- | ------------- | ------------- | ------------- | ------------- | ------------- | ------------- | ------------- | ------------- | ------------- | ------------------------------- |
| 1979                                                   | «Life in a Day»                                                                   | 62             | -             | -             | -             | -             | -             | -             | -             | -             | -             | Life in a Day                   |
| 1979                                                   | «Chelsea Girl»                                                                    | -              | -             | -             | -             | -             | -             | -             | -             | -             | -             | Life in a Day                   |
| 1980                                                   | «Changeling»                                                                      | -              | -             | -             | -             | -             | -             | -             | -             | -             | -             | Real to Real Cacophony          |
| 1980                                                   | «I Travel»                                                                        | -              | -             | -             | -             | -             | -             | -             | -             | -             | -             | Empires and Dance               |
| 1981                                                   | «Celebrate»                                                                       | -              | -             | -             | -             | -             | -             | -             | -             | -             | -             | Empires and Dance               |
| 1981                                                   | «The American»                                                                    | 59             | -             | -             | -             | -             | -             | -             | -             | -             | -             | Sister Feelings Call            |
| 1981                                                   | «Love Song»                                                                       | 47             | 17            | 38            | -             | -             | -             | -             | -             | 16            | -             | Sons and Fascination            |
| 1981                                                   | «Sweat in Bullet»                                                                 | 52             | -             | -             | -             | -             | -             | -             | 47            | 17            | -             | Sons and Fascination            |
| 1981                                                   | «I Travel»                                                                        | -              | -             | -             | -             | -             | -             | -             | -             | -             | -             | Celebration                     |
| 1982                                                   | «Promised You a Miracle»                                                          | 13             | 10            | -             | -             | 25            | -             | 25            | 9             | 17            | -             | New Gold Dream (81/82/83/84)    |
| 1982                                                   | «Glittering Prize»                                                                | 16             | 9             | -             | -             | 11            | -             | -             | 4             | 11            | -             | New Gold Dream (81/82/83/84)    |
| 1982                                                   | «Someone, Somewhere in Summertime»                                                | 36             | 51            | -             | -             | 19            | -             | -             | -             | -             | -             | New Gold Dream (81/82/83/84)    |
| 1983                                                   | «I Travel» (2-е издание)                                                          | -              | -             | -             | -             | -             | -             | -             | -             | -             | -             | Celebration                     |
| 1983                                                   | «Waterfront»                                                                      | 13             | 19            | -             | -             | 5             | -             | -             | 1             | 16            | -             | Sparkle in the Rain             |
| 1984                                                   | «Speed Your Love to Me»                                                           | 20             | 76            | -             | -             | 9             | -             | -             | 46            | 18            | -             | Sparkle in the Rain             |
| 1984                                                   | «Up on the Catwalk»                                                               | 27             | -             | -             | -             | 16            | -             | -             | 44            | -             | -             | Sparkle in the Rain             |
| 1985                                                   | «Don’t You (Forget About Me)»                                                     | 7              | 6             | 1             | 4             | 3             | 2             | 2             | 3             | 13            | 1             | The Breakfast Club (Soundtrack) |
| 1985                                                   | «Alive and Kicking»                                                               | 7              | 21            | 3             | 17            | 2             | 1             | 2             | 5             | 11            | 3             | Once Upon a Time                |
| 1986                                                   | «Sanctify Yourself»                                                               | 10             | 46            | 17            | 38            | 4             | 27            | 3             | 22            | 16            | 14            | Once Upon a Time                |
| 1986                                                   | «All the Things She Said»                                                         | 9              | 46            | 65            | 51            | 4             | -             | 6             | 20            | -             | 28            | Once Upon a Time                |
| 1986                                                   | «Ghostdancing»                                                                    | 13             | 72            | -             | -             | 3             | 46            | 18            | -             | -             | -             | Once Upon a Time                |
| 1987                                                   | «Promised You a Miracle (Концертная запись)»                                      | 19             | -             | -             | -             | 8             | -             | 55            | -             | -             | -             | Live in the City of Light       |
| 1989                                                   | Belfast Child\|Ballad of the Streets EP: «Belfast Child» / «Mandela Day» / «Biko» | 1              | 12            | -             | 3             | 1             | 2             | 1             | 8             | 11            | -             | Street Fighting Years           |
| 1989                                                   | «This Is Your Land»                                                               | 13             | 38            | 40            | 25            | 6             | 5             | 7             | 26            | 18            | -             | Street Fighting Years           |
| 1989                                                   | «Take a Step Back»                                                                | -              | -             | -             | -             | -             | -             | -             | -             | -             | -             | Street Fighting Years           |
| 1989                                                   | «Kick It In»                                                                      | 15             | -             | -             | 65            | 6             | -             | 34            | 27            | -             | -             | Street Fighting Years           |
| 1989                                                   | The Amsterdam EP: «Let It All Come Down» / «Sign o' the Times»                    | 18             | 79            | -             | 40            | 11            | 11            | 16            | -             | -             | -             | Street Fighting Years           |
| 1991                                                   | «Let There Be Love»                                                               | 6              | 15            | -             | 16            | 5             | 1             | 7             | 48            | 9             | -             | Real Life                       |
| 1991                                                   | «See the Lights»                                                                  | 20             | 100           | 10            | 48            | 16            | 24            | 42            | -             | 27            | 40            | Real Life                       |
| 1991                                                   | «Stand By Love»                                                                   | 13             | 70            | -             | -             | 14            | -             | 25            | -             | 39            | -             | Real Life                       |
| 1991                                                   | «Real Life»                                                                       | 34             | -             | -             | -             | -             | -             | -             | -             | -             | -             | Real Life                       |
| 1992                                                   | «Love Song» / «Alive and Kicking»                                                 | 6              | -             | -             | -             | 24            | -             | 50            | -             | -             | -             | Glittering Prize 81/92          |
| 1995                                                   | «She’s a River»                                                                   | 9              | 29            | 3             | 39            | 17            | 2             | 18            | 21            | 26            | 52            | Good News from the Next World   |
| 1995                                                   | «Hypnotised»                                                                      | 18             | 85            | 34            | 62            | 28            | 22            | -             | -             | -             | -             | Good News from the Next World   |
| 1995                                                   | «And the Band Played On»                                                          | -              | -             | -             | -             | -             | -             | -             | -             | -             | -             | Good News from the Next World   |
| 1998                                                   | «Glitterball»                                                                     | 18             | -             | -             | -             | -             | 10            | 72            | -             | -             | -             | Neapolis                        |
| 1998                                                   | «War Babies»                                                                      | 43             | -             | -             | -             | -             | -             | -             | -             | -             | -             | Neapolis                        |
| 2001                                                   | «Dancing Barefoot»                                                                | -              | -             | -             | -             | -             | -             | -             | -             | -             | -             | Neon Lights                     |
| 2001                                                   | «Homosapien»                                                                      | 134            | -             | -             | -             | -             | -             | -             | -             | -             | -             | Neon Lights                     |
| 2002                                                   | «Belfast Trance» (John 00 Fleming/Simple Minds)                                   | 74             | -             | -             | -             | -             | -             | -             | -             | -             | -             | single only                     |
| 2002                                                   | «Cry»                                                                             | 47             | -             | -             | 92            | -             | 42            | 65            | -             | -             | -             | Cry                             |
| 2002                                                   | «Spaceface»                                                                       | -              | -             | -             | -             | -             | -             | -             | -             | -             | -             | Cry                             |
| 2002                                                   | «New Sunshine Morning»                                                            | -              | -             | -             | -             | -             | -             | -             | -             | -             | -             | Cry                             |
| 2002                                                   | «One Step Closer»                                                                 | -              | -             | -             | -             | -             | 33            | -             | -             | -             | -             | Cry                             |
| 2002                                                   | «Monster» (Liquid People Vs Simple Minds)                                         | 67             | -             | -             | -             | -             | -             | -             | -             | -             | -             | single only                     |
| 2003                                                   | «Don’t You (Forget About Me)» (Ремиксы)                                           | -              | 92            | -             | -             | -             | 16            | -             | -             | -             | -             | Live & Rare                     |
| 2004                                                   | «Dirty Old Town» (The Bhoys From Paradise — Simple Minds & Jimmy Johnstone)       | 46             | -             | -             | -             | -             | -             | -             | -             | -             | -             | Live & Rare                     |
| 2005                                                   | «Too Much Television»                                                             | -              | -             | -             | -             | -             | -             | -             | -             | -             | -             | iTunes Download                 |
| 2005                                                   | «Home»                                                                            | 41             | -             | -             | 53            | -             | 18            | 77            | -             | -             | -             | Black & White 050505            |
| 2006                                                   | «Stranger»                                                                        | -              | -             | -             | 97            | -             | -             | -             | -             | -             | -             | Black & White 050505            |
| 2006                                                   | «Different World (Taormina.me)»                                                   | -              | -             | -             | -             | -             | -             | -             | -             | -             | -             | Black & White 050505            |
| 2006                                                   | «The Jeweller (Pt II)»                                                            | -              | -             | -             | -             | -             | -             | -             | -             | -             | -             | Black & White 050505            |
| 2009                                                   | «Rockets»                                                                         | 146            | -             | -             | -             | -             | -             | -             | -             | -             | -             | Graffiti Soul                   |
| 2009                                                   | «Stars Will Lead the Way»                                                         | -              | -             | -             | 88            | -             | -             | -             | -             | -             | -             | Graffiti Soul                   |
| «-» не попали в чарт или не были изданы в этих странах |                                                                                   |                |               |               |               |               |               |               |               |               |               |                                 |